# Atletica leggera alla XXIX Universiade - Salto triplo femminile
Il salto triplo femminile alla XXIX Universiade si è svolto dal 25 al 27 agosto 2017.

## Podio
| Oro     | Neele Eckhardt Germania |
| Argento | Fu Luna Cina            |
| Bronzo  | Māra Grīva Lettonia     |

## Risultati

### Qualificazioni
Si qualificano alla finale le atlete che saltano 13,90 m Q o le dodici migliori misure q.
| Posizione | Gruppo | Atleta               | Nationalità   | #1    | #2    | #3    | Risultato | Note                                     |
| --------- | ------ | -------------------- | ------------- | ----- | ----- | ----- | --------- | ---------------------------------------- |
| 1         | B      | Neele Eckhardt       | Germania      | 13.52 | 11.89 | –     | 13.52     | q                                        |
| 2         | B      | Mariya Ovchinnikova  | Kazakistan    | 13.35 | x     | 12.96 | 13.35     | q                                        |
| 3         | A      | Sibongile Ntshingila | Sudafrica     | 13.26 | x     | x     | 13.26     | q                                        |
| 4         | A      | Ottavia Cestonaro    | Italia        | 13.23 | 13.17 | 13.15 | 13.23     | q                                        |
| 5         | A      | Fu Luna              | Cina          | 13.21 | 12.74 | 13.21 | 13.21     | q                                        |
| 6         | B      | Tähti Alver          | Estonia       | 13.08 | x     | x     | 13.08     | q                                        |
| 7         | A      | Santa Matule         | Lettonia      | 12.99 | x     | 12.89 | 12.99     | q                                        |
| 8         | B      | Nhayilla Rentería    | Colombia      | x     | x     | 12.99 | 12.99     | q                                        |
| 9         | A      | Tonyecia Burks       | Stati Uniti   | 12.63 | 12.94 | 12.42 | 12.94     | q                                        |
| 10        | A      | Sangone Kandji       | Senegal       | 12.87 | 12.76 | x     | 12.87     | q                                        |
| 11        | B      | Māra Grīva           | Lettonia      | 12.83 | 12.78 | 12.80 | 12.83     | q                                        |
| 12        | A      | Cemre Bitgin         | Turchia       | 12.48 | 12.73 | 12.10 | 12.73     | q                                        |
| 13        | B      | Angela Mercurio      | Canada        | x     | 12.64 | 12.62 | 12.64     |                                          |
| 14        | B      | Titose Chilume       | Botswana      | 12.38 | 12.58 | 12.47 | 12.58     | Miglior prestazione personale            |
| 15        | A      | Diana Zagainova      | Lituania      | x     | 12.50 | 12.56 | 12.56     |                                          |
| 16        | B      | Hung Pei-ning        | Taipei Cinese | x     | 12.20 | 12.53 | 12.53     | Miglior prestazione personale stagionale |
| 17        | B      | Saša Babšek          | Slovenia      | x     | x     | 12.43 | 12.43     |                                          |
| 18        | B      | Kelly Kingwill       | Sudafrica     | x     | 12.35 | x     | 12.35     |                                          |
| 19        | B      | Felyn Dolloso        | Filippine     | x     | x     | 12.25 | 12.25     |                                          |
| 20        | A      | Siva Vijayakuma      | India         | 12.20 | x     | x     | 12.20     |                                          |
| 21        | A      | Daria OKonnel-Bronin | Estonia       | 12.20 | x     | x     | 12.14     |                                          |
| 22        | A      | Thelma Fuentes       | Guatemala     | x     | 12.05 | x     | 12.05     |                                          |
| 23        | A      | Ketalakumbure Gedara | Sri Lanka     | x     | 10.70 | 10.11 | 10.70     |                                          |

### Finale
| Posizione | Atleta               | Nationalità | #1    | #2    | #3    | #4    | #5    | #6    | Risultato | Note                                     |
| --------- | -------------------- | ----------- | ----- | ----- | ----- | ----- | ----- | ----- | --------- | ---------------------------------------- |
|           | Neele Eckhardt       | Germania    | 13.62 | x     | 13.40 | 12.56 | 13.91 | 13.57 | 13.91     |                                          |
|           | Fu Luna              | Cina        | 13.53 | 13.21 | 12.87 | 13.50 | 13.59 | 13.58 | 13.59     | Miglior prestazione personale            |
|           | Māra Grīva           | Lettonia    | 13.47 | 13.58 | 13.05 | 13.15 | 12.77 | 13.00 | 13.58     | Miglior prestazione personale stagionale |
| 4         | Ottavia Cestonaro    | Italia      | x     | 12.94 | 13.15 | x     | 13.51 | 13.16 | 13.51     |                                          |
| 5         | Mariya Ovchinnikova  | Kazakistan  | 13.34 | 13.05 | 12.83 | 13.39 | 13.28 | 12.86 | 13.39     |                                          |
| 6         | Sangone Kandji       | Senegal     | 12.92 | 12.70 | 12.65 | 12.89 | 12.49 | 12.74 | 12.92     |                                          |
| 7         | Santa Matule         | Lettonia    | 12.82 | 12.87 | x     | x     | 12.91 | x     | 12.91     |                                          |
| 8         | Tähti Alver          | Estonia     | 12.49 | 12.87 | x     | 12.34 | x     | 12.81 | 12.87     |                                          |
| 9         | Nhayilla Rentería    | Colombia    | 12.78 | 12.83 | 12.34 |       |       |       | 12.83     |                                          |
| 10        | Sibongile Ntshingila | Sudafrica   | x     | x     | 12.80 |       |       |       | 12.80     |                                          |
| 11        | Cemre Bitgin         | Turchia     | 12.75 | 12.36 | 12.25 |       |       |       | 12.75     |                                          |
| 12        | Tonyecia Burks       | Stati Uniti | 12.19 | 12.31 | 12.51 |       |       |       | 12.51     |                                          |